# Bright (Familienname)
Bright ist ein Familienname aus dem anglo-amerikanischen Sprachraum.

## Namensträger

### B
- Ben Bright (* 1974), neuseeländischer Triathlet
- Bette Bright, britische Rocksängerin
- Bill Bright (1921–2003), US-amerikanischer Evangelist
- Bobby Bright (* 1952), US-amerikanischer Politiker

### C
- Cameron Bright (* 1993), kanadischer Schauspieler
- Camille Bright-Smith, US-amerikanische Liedermacherin
- Chantoba Bright (* 2000), guyanische Leichtathletin
- Charles Tilston Bright (1832–1888), englischer Elektrotechniker
- Colin Bright (* 1949), australischer Komponist

### D
- Doyle Bright (* 1961), US-amerikanischer Heavy-Metal-Sänger und -Gitarrist

### G
- Graham Bright (* 1942), britischer Politiker

### H
- Heather Bright (* 1982), US-amerikanische Sängerin, Songwriterin und Produzentin
- Henry Bright (1810/1814–1873), englischer Maler

### J
- Jason Bright (* 1973), australischer Autorennfahrer
- Jeff Bright (* 1985), australischer Fußballspieler
- Jerry Bright (* 1947), US-amerikanischer Sprinter
- Jesse D. Bright (1812–1875), US-amerikanischer Politiker
- John Bright (Politiker) (1811–1889), britischer Politiker
- John Bright (Jurist) (1884–1948), US-amerikanischer Jurist und Richter
- John Bright (Drehbuchautor) (1908–1989), US-amerikanischer Drehbuchautor
- John Bright (Kostümbildner), britischer Kostümbildner
- John Albert Bright (1848–1924), britischer Politiker
- John Fulmer Bright (1877–1953), US-amerikanischer Politiker
- John Morgan Bright (1817–1911), US-amerikanischer Politiker
- Julie Bright (* 1965), US-amerikanische Weitspringerin

### K
- Kevin Bright (Basketballspieler) (* 1992), deutscher Basketballspieler
- Kevin S. Bright (* 1955), US-amerikanischer Fernsehproduzent
- Kris Bright (* 1986), neuseeländischer Fußballspieler

### L
- Larry Bright (1934–2003), US-amerikanischer Musiker
- Liam Kofi Bright, britischer Philosoph

### M
- Mandy Bright (* 1978), ungarische Pornodarstellerin
- Mark Bright (Comiczeichner) (Pseudonyme M. D. Bright, Doc Bright; 1955–2024), US-amerikanischer Comiczeichner
- Mark Bright (Fußballspieler) (* 1962), englischer Fußballspieler
- Martin Bright (* 1966), britischer Journalist
- Mike Bright (* 1937), US-amerikanischer Volleyballspieler
- Millie Bright (* 1993), englische Fußballspielerin

### P
- Patti Bright (1940–2004), US-amerikanische Volleyballspielerin
- Priscilla Bright McLaren (1815–1906), englische Frauenrechtlerin und Abolitionistin

### R
- Richard Bright (Mediziner) (1789–1858), englischer Arzt, Pathologe und Nephrologe
- Richard Bright (Schauspieler) (1937–2006), US-amerikanischer Schauspieler
- Ronnell Bright (1930–2021), US-amerikanischer Pianist, Arrangeur und Komponist
- Rowena Bright (* 1980), australische Skirennläuferin

### S
- Sarah Anne Bright (1793–1866), englische Filmpionierin
- Sid Bright (* 1904), britischer Jazz- und Novelty-Pianist
- Simon Bright, Szenenbildner und Artdirector
- Susie Bright (* 1958), US-amerikanische Autorin

### U
- Ursula Bright (1835–1915), englisch-britische Frauenrechtlerin und Aktivistin für Eigentumsrechte von verheirateten Frauen

### T
- Tarryn Bright (* 1983), südafrikanische Hockeyspielerin
- Tim Bright (Leichtathlet) (Timothy William Bright; * 1960), US-amerikanischer Leichtathlet
- Tim Bright, US-amerikanischer Musiker und Komponist, Mitglied von Lazlo Bane
- Tim Bright (Produzent) (Timothy Bright), US-amerikanischer Filmproduzent
- Timothy Bright (um 1551–1615), englischer Arzt, Pfarrer und Stenograf
- Torah Bright (* 1986), australische Snowboarderin

### V
- Verity Bright, Pseudonym für ein Autoren-Ehepaar, u. a. der 15 „Lady Eleanor Swift Bücher“[1]

### W
- William Bright (1928–2006), US-amerikanischer Linguist